# Шведский фруктовый суп
Фруктовый суп (швед. fruktsoppa, швед. blandad fruktsoppa (смешанный фруктовый суп)) — сладкий суп из сухофруктов, который обычно подают на десерт. Упоминается также под названием «холодный фруктовый пудинг». Фруктовый суп — традиционный десерт в Швеции и Норвегии. Блюдо подают горячим или холодным.
Зимой в Скандинавии нет свежих фруктов, поэтому для приготовления разных блюд используют сухофрукты. Один из способов употребления сухофруктов — фруктовый суп. В Скандинавских странах фруктовый суп относится к основным продуктам питания и принадлежит к традиционной скандинавской кухне. Фруктовый суп подаётся во время рождественских праздников. Блюдо иногда включают в меню шведского стола. К супу предлагают выпечку, например, бисквитные кондитерские изделия.

## Ингредиенты и подготовка
Для приготовления фруктового супа используют сушёные яблоки, курагу, груши, изюм, смородину, бруснику, чернослив, вишню, морошку, княженику, персики. Суп дополняют тапиокой, саго, красным вином, сахаром, лимонным соком, корицей и солью. Сухофрукты и другие ингредиенты размачивают в воде и варят до загустения.
Суп можно подавать горячим или холодным, приготовленный заранее охлаждённый суп можно разогревать. Вкус супа становится лучше, если дать ему настояться в течение нескольких часов перед подачей, за это время ароматы входящих в него продуктов лучше соединяются друг с другом. Блюдо можно готовить в мультиварке.

## См.также
- Blåbärssoppa